# Übersicht der Listen der Naturdenkmale im Landkreis Bernkastel-Wittlich
Die Übersicht der Listen der Naturdenkmale im Landkreis Bernkastel-Wittlich nennt die Listen und die Anzahl der Naturdenkmale in den Städten und Gemeinden im rheinland-pfälzischen Landkreis Bernkastel-Wittlich. Die Listen enthalten 105 im Landschaftsinformationssystem der Naturschutzverwaltung Rheinland-Pfalz verzeichnete Naturdenkmale.

## Verbandsgemeinde Bernkastel-Kues
| Ort             | Naturdenkmalliste                                       | Gesamtanzahl Naturdenkmale |
| --------------- | ------------------------------------------------------- | -------------------------- |
| Bernkastel-Kues | Liste der Naturdenkmale in Bernkastel-Kues              | 5                          |
| Brauneberg      | Liste der Naturdenkmale in Brauneberg                   | 3                          |
| Burgen          | Liste der Naturdenkmale in Burgen (bei Bernkastel-Kues) | 3                          |
| Gornhausen      | Liste der Naturdenkmale in Gornhausen                   | 2                          |
| Hochscheid      | Liste der Naturdenkmale in Hochscheid                   | 1                          |
| Kleinich        | Liste der Naturdenkmale in Kleinich                     | 7                          |
| Monzelfeld      | Liste der Naturdenkmale in Monzelfeld                   | 1                          |
| Piesport        | Liste der Naturdenkmale in Piesport                     | 1                          |
| Veldenz         | Liste der Naturdenkmale in Veldenz                      | 4                          |
| Wintrich        | Liste der Naturdenkmale in Wintrich                     | 5                          |

## Morbach
Siehe: Liste der Naturdenkmale in Morbach (Anzahl: 12)

## Verbandsgemeinde Thalfang am Erbeskopf
| Ort         | Naturdenkmalliste                      | Gesamtanzahl Naturdenkmale |
| ----------- | -------------------------------------- | -------------------------- |
| Berglicht   | Liste der Naturdenkmale in Berglicht   | 1                          |
| Breit       | Liste der Naturdenkmale in Breit       | 1                          |
| Deuselbach  | Liste der Naturdenkmale in Deuselbach  | 1                          |
| Gielert     | Liste der Naturdenkmale in Gielert     | 1                          |
| Gräfendhron | Liste der Naturdenkmale in Gräfendhron | 2                          |
| Hilscheid   | Liste der Naturdenkmale in Hilscheid   | 3                          |
| Horath      | Liste der Naturdenkmale in Horath      | 5                          |
| Immert      | Liste der Naturdenkmale in Immert      | 1                          |
| Malborn     | Liste der Naturdenkmale in Malborn     | 2                          |
| Rorodt      | Liste der Naturdenkmale in Rorodt      | 2                          |
| Talling     | Liste der Naturdenkmale in Talling     | 1                          |
| Thalfang    | Liste der Naturdenkmale in Thalfang    | 2                          |

## Verbandsgemeinde Traben-Trarbach
| Ort             | Naturdenkmalliste                          | Gesamtanzahl Naturdenkmale |
| --------------- | ------------------------------------------ | -------------------------- |
| Enkirch         | Liste der Naturdenkmale in Enkirch         | 1                          |
| Flußbach        | Liste der Naturdenkmale in Flußbach        | 1                          |
| Hontheim        | Liste der Naturdenkmale in Hontheim        | 2                          |
| Traben-Trarbach | Liste der Naturdenkmale in Traben-Trarbach | 5                          |

## Wittlich
Siehe: Liste der Naturdenkmale in Wittlich (Anzahl: 6)

## Verbandsgemeinde Wittlich-Land
| Ort                | Naturdenkmalliste                             | Gesamtanzahl Naturdenkmale |
| ------------------ | --------------------------------------------- | -------------------------- |
| Altrich            | Liste der Naturdenkmale in Altrich            | 1                          |
| Bergweiler         | Liste der Naturdenkmale in Bergweiler         | 1                          |
| Bruch              | Liste der Naturdenkmale in Bruch (Eifel)      | 1                          |
| Dierscheid         | Liste der Naturdenkmale in Dierscheid         | 1                          |
| Dreis              | Liste der Naturdenkmale in Dreis              | 1                          |
| Gipperath          | Liste der Naturdenkmale in Gipperath          | 1                          |
| Großlittgen        | Liste der Naturdenkmale in Großlittgen        | 1                          |
| Hasborn            | Liste der Naturdenkmale in Hasborn (Eifel)    | 1                          |
| Heidweiler         | Liste der Naturdenkmale in Heidweiler         | 1                          |
| Karl               | Liste der Naturdenkmale in Karl (Eifel)       | 1                          |
| Landscheid         | Liste der Naturdenkmale in Landscheid         | 2                          |
| Laufeld            | Liste der Naturdenkmale in Laufeld            | 1                          |
| Manderscheid       | Liste der Naturdenkmale in Manderscheid       | 1                          |
| Musweiler          | Liste der Naturdenkmale in Musweiler          | 1                          |
| Niederscheidweiler | Liste der Naturdenkmale in Niederscheidweiler | 3                          |
| Oberöfflingen      | Liste der Naturdenkmale in Oberöfflingen      | 1                          |
| Osann-Monzel       | Liste der Naturdenkmale in Osann-Monzel       | 1                          |
| Pantenburg         | Liste der Naturdenkmale in Pantenburg         | 1                          |
| Plein              | Liste der Naturdenkmale in Plein              | 3                          |
| Schladt            | Liste der Naturdenkmale in Schladt            | 1                          |